# Ashley Grimes
Augustine Ashley Grimes (Dublín, 2 d'agost de 1957) és un exfutbolista irlandès, que ocupava la posició de migcampista i de defensa. Va disputar 18 partits per a la selecció de la República d'Irlanda i va marcar un gol, a la classificació de l'Eurocopa 1984, davant Espanya a Lansdowne Road.
Va iniciar la seua carrera al Villa United i a l'Stella Maris. L'agost de 1972 va fer una prova per al Manchester United FC, però no va entrar als Diables Rojos i va passar al Bohemians FC. Al març de 1977 realitza una segona prova, i en aquesta ocasió sí que aconsegueix convèncer els tècnics del Manchester United, que el fitxen per 35.000 lliures.
Entre 1977 i 1983, Grimes realitza 107 aparicions i marca 11 gols a Manchester. Posteriorment fitxa pel Coventry City FC per 200.000 lliures, i a l'any següent marxa al Luton Town FC, equip en el qual disputa 117 partits. El 1988 guanya la Copa de la Lliga, l'únic triomf a les vitrines del Luton Town.
El 1989 fitxa pel CA Osasuna de la competició espanyola, on només disputa 15 partits abans de retornar a Anglaterra, on es retira el 1992 a les files de l'Stoke City FC.